# Alfred Gadenne
Pour les articles homonymes, voir Gadenne.
Alfred Gadenne, né à Luingne le 31 janvier 1946 et mort en ce lieu le 11 septembre 2017, est un homme politique belge, membre du cdH.
Il devient bourgmestre de Mouscron en décembre 2006, date à laquelle il succèda à Jean-Pierre Detremmerie. Il occupe cette fonction jusqu'à sa mort. Il est député wallon de 2009 à 2014.

## Biographie
Alfred Gadenne est né à Luingne le 31 janvier 1946. Il est l'ainé d'une famille de cinq enfants. Tout comme son grand-père, son père, Henri Gadenne fut bourgmestre de Luingne durant trente ans. Luingne qui, à la suite de la fusion des communes de 1977, intègrera l'entité mouscronnoise au même titre que Herseaux et Dottignies.
Sa carrière politique, il la mènera en parallèle avec son activité de négociant en combustible. Il prend sa retraite d'indépendant mais poursuit sa carrière politique à la tête de la ville de Mouscron et en tant que député wallon et de la Communauté française. 
Au Parlement wallon, il était membre effectif de la commission de l’économie, du commerce extérieur et des technologies nouvelles et de la commission de coopération entre la Région wallonne. Au Parlement de la Communauté française, il siègeait au sein de la commission des relations internationales et des questions européennes, des affaires générales et du règlement, de l'informatique, contrôle des communications des membres du gouvernement et des dépenses électorales.
À Mouscron, il occupe, sous le mayorat de Detremmerie, le poste d'échevin des travaux publics, de la sécurité routière, du service incendie, de l'animation des quartiers, de l'agriculture, de la gestion de l'environnement, des plantations et de la biodiversité. La réforme du Code de la démocratie locale lui permet, grâce au nombre de voix de préférence qu'il obtient aux élections, de devenir bourgmestre en 2006.

### Décès
Alfred Gadenne est retrouvé égorgé à l'entrée du cimetière de Luingne à Mouscron dans la soirée du 11 septembre 2017. Riverain du cimetière, il se chargeait de l'ouverture et de la fermeture des grilles. L'auteur est un jeune homme de 18 ans habitant l'entité. Il tenait Alfred Gadenne responsable du suicide de son père.
Les funérailles d'Alfred Gadenne se sont tenues à l'église Saint-Amand de Luingne le 16 septembre 2017. Selon les médias belges, plusieurs milliers de mouscronnois s'y sont présentés, en plus de nombreuses personnalités politiques belges. Parmi celles-ci, nous pouvons citer Charles Michel (Premier ministre belge), Joëlle Milquet (ex-présidente du CDH), Elio Di Rupo (président du PS), Rudy Demotte (président de la Fédération Wallonie-Bruxelles) ou encore Benoît Lutgen (président du CDH) qui, prenant la parole pendant la cérémonie, rendit un hommage vibrant à un homme dont on célébra unanimement les qualités humaines. 
Le premier échevin de Mouscron, Michel Franceus, assume, par intérim les fonctions de bourgmestre de la ville à la suite du décès d'Alfred Gadenne. Brigitte Aubert, alors échevine, accepte la fonction de bourgmestre dans le respect du code de démocratie, jusqu'aux prochaines élections communales, en 2019. Elle devrait prendre officiellement ses fonctions le 2 octobre 2017,. Elle deviendra ainsi la première femme à diriger la ville de Mouscron.

## Carrière politique
- 1982-2006 : échevin de Mouscron
- 2006-2017 : bourgmestre de Mouscron
- 2009-2014 : député wallon

## Hommage
Depuis 2021, la Ronde de Mouscron, course cycliste pour dames, est aussi appelée le Grand Prix Alfred Gadenne.